# Ctimene tenebricosa
Ctimene tenebricosa là một loài bướm đêm trong họ Geometridae.